# قمران وزيتونة (فلم)
قمران وزيتونة:فلم سوري، تأليف وإخراج: عبد اللطيف عبد الحميد، انتج في العام 2001، وتدول احداثه حول علاقة صديقين في سن المراهقة في الريف وهما (عادل) و (سعيد).

## قصة الفلم
تدور قصة الفيلم عن طفل عنده مشاكل نفسية (عادل)، ورب الأسرة معاقاً جراء إصابة بليغة تعرض لها في حرب فلسطين، فأصبح مقعدا وعاجزا حتى عن تأدية واجباته الزوجية بحيث ظلت الزوجة تعاني من حرمان مزدوج، إذ بدأت تتحمل أعباء تربية طفليها، وتتحمل مسؤولية المنزل برمته، وتمارس دور الأب أيضاً، وتبرز أشكالاً غير مألوفة من القسوة المغلفة بنوع من الحب الأمومي الذي لا تستطع كبحه في أثناء حلاقة إبنها الذي يمص إبهامه، وينتف شعر رأسه، كما تعاقب إبنتها (أميرة) بحلاقة رأسها أيضاً لأنها تواطأت مع أخيها.

## بطولة
حيان داؤد (سعيد)
أمجد زكريا (عادل)
رنيم فضة (أميرة)
أسعد فضة (مدير واستاذ مدرسة)
نورمان أسعد (والدة عادل وأميرة)
حسام عيد
ناهد حلبي
باسل خياط (أستاذ مدرسة)

## الإنتاج
المؤسسة العامة للسينما وشركة الفيصل للإنتاج الفني سورية.

## الجوائز
لقد حصل الفلم على الجائزة الفضية في مهرجان دمشق السينمائي الدولي، وكان الفلم هو القمر الذي لا يحتجب ضوءه والزيتونة التي لا يجف زيتها البراق ولا تضيع رائحتها واستحق الاسم والجائزة.
انه الفيلم العربي الوحيد الذي استطاع الصمود امام افلام جاءت من مختلف دول العالم تتنافس على جوائزمهرجان دمشق السينمائي الدولي الثاني عشر، وهذا يثبت أن الفيلم السوري أكد ان السينما العربية بوجه عام مهما قيدتها ضآلة الإمكانيات المادية وفداحة القيود الرقابية فإنها تستطيع ان تنفذ بجدارة إلى الجوائز وقد حققتها السينما السورية عدة مرات في مهرجانات مختلفة.

## روابط خارجية
- مقالات تستعمل روابط فنية بلا صلة مع ويكي بيانات